# Генрих Донатус Филипп Умберто Гессенский
Донатус Гессенский (полное имя — Генрих Донатус Филипп Умберто) (нем. Heinrich Donatus Philipp Umberto Prinz und Landgraf von Hessen; род. 17 октября 1966, Киль) — немецкий экономист, глава Гессенского дома (с 23 мая 2013 года), титулярный великий герцог Гессенский и Рейнский, ландграф Гессенский.

## Происхождение
Правнук короля Италии Виктора Эммануила III. Был назван в честь Георга Донатуса (1906—1937), наследного принца Гессенского. Кроме того, он является правнуком принцессы Маргариты Прусской, внучки королевы Великобритании Виктории, и дальним родственником королевы Великобритании Елизаветы II.
Из Гессенского дома происходили лидер протестантов ландграф Филипп Великодушный, король Швеции Фредрик I, российская императрица Александра Фёдоровна, королева Испании в изгнании Виктория Евгения Баттенбергская, последний британский вице-король Луис Маунтбеттен.
Мориц Гессенский, отец Донатуса, стал главой Гессен-Кассельского дома после смерти своего отца Филиппа в 1980 году. Помимо этого, он в 1960 году стал приёмным сыном и наследником своего дальнего родственника Людвига (1908—1968), принца Гессена и Рейна. В 1968 году после смерти бездетного Людвига Мориц Гессенский стал главой Гессен-Дармштадтской ветви и всего Гессенского дома.

## Биография
Родился в городе Киль (столице земли Шлезвиг-Гольштейн). Старший сын немецкого аристократа Морица Гессенского (1926—2013), главы Гессенского дома (1980—2013), и принцессы Татьяны фон Сайн-Витгенштейн-Берлебург (род. 1940). 
Изучал экономику в Гамбургском университете. Донатус Гессенский руководит семейным фондом (Hessische Hausstiftung), созданным для демонстрации культурного наследия Гессенского дома, представители которого правили в Курфюршестве Гессен-Кассель до 1866 года и в Великом герцогстве Гессен и Рейн до 1918 года. 
Донатус Гессенский также управляет винным заводом «Prinz von Hessen», который специализируется на производстве сортовых вин на собственных 45 гектарах виноградников.
В мае 2013 года, после смерти своего отца Морица Гессенского, Донатус стал главой Гессенского дома.

## Семья и дети
25 апреля 2003 года Донатус Гессенский женился гражданским браком на графине Флории Франциске Марии-Луизе Эрике фон Фабер-Кастелл (род. 14 октября 1974, Дюссельдорф), племяннице графа Антона Вольфганга фон Фабер-Кастелл, председателя правления компании Faber-Castell.
Церковная церемония состоялась 17 мая 2003 года. На ней присутствовали многочисленные представители королевских и аристократических семейств. Церемония прошла в Церкви Святого Иоанна, за ней последовал грандиозный бал в Зелёном Салоне, парадном зале бывшего дворца Фридрихсхоф в городе Кронберг (сейчас это роскошный отель с полем для гольфа). Ранее в этом замке проживала свои последние годы Виктория Саксен-Кобург-Готская, вдова Фридриха III и мать Вильгельма II. На свадьбе было более 300 человек. Среди них были Каролина, принцесса Ганноверская, принцесса Бенедикта Датская, сестра королевы Дании Маргрете II и королевы Греции Анны-Марии, Глория, принцесса Турн-и-Таксис.
Супруги имеют дочь и двух сыновей:
- Принцесса Паулина (род. 26 марта 2007, Франкфурт-на-Майне), сестра-близнец Морица
- Принц Мориц (род. 26 марта 2007, Франкфурт-на-Майне), брат-близнец Паулины
- Принц Август (род. 24 августа 2012, Франкфурт-на-Майне)